# Stazioni della S-Bahn di Berlino
Questa lista è un elenco completo delle 166 stazioni della S-Bahn di Berlino situate nell'agglomerato di Berlino e gestite dalla S-Bahn Berlin GmbH, società controllata dalla Deutsche Bahn.

## Elenco delle stazioni in ordine alfabetico
Legenda:
- Stazione: stazioni dell'agglomerato di Berlino servite dalla S-Bahn di Berlino (le stazioni di Berlino servite solo da altri treni come i Regionalbahn non sono elencate qui). Il simbolo  segnala che i marciapiedi della stazione sono accessibili ai portatori di handicap tramite ascensori o rampe di accesso. (I titoli tra parentesi e in corsivo corrispondono al nome tedesco ufficiale quando è diverso da quello italiano).
- Linea S-Bahn: linee della S-Bahn che servono la stazione.
- Linea ferroviaria: indica le linee ferroviarie sulle quali passano le S-Bahn che servono la stazione.
- Inizio servizio: data della prima entrata in servizio della linea S-Bahn nella stazione (spesso corrispondente all'elettrificazione della linea. La maggior parte delle stazioni vennero aperte al traffico con trazione a vapore nel XIX secolo).
- Zona tariffaria: Le tre zone tariffarie dei trasporti pubblici di Berlino-Brandeburgo. La zona A comprende il centro di Berlino all'interno del Ringbahn, la zona B complainte le periferie all'esterno del Ringbahn, mentre la zona C si riferisce alle stazioni comprese nello stato del Brandeburgo fuori dall'agglomerato di Berlino.
- Quartiere/comune: quartiere di Berlino o comuni del Brandeburgo dove si trova la stazione.
- : linee della rete tranviaria di Berlino, di Woltersdorf, di Strausberg o di Potsdam gestita dalla Berliner Verkehrsbetriebe (BVG)
- : interscambio con le linee della metropolitana di Berlino gestite dalla Berliner Verkehrsbetriebe (BVG)
- : interscambio con le linee ferroviarie regionali
- : interscambio con le linee nazionali e internazionali dei treni ad alta velocità

### A
| Stazione                  | Linee S-Bahn | Linea ferroviaria        | Inizio servizio  | Zona tariffaria | Quartiere/comune |                                                                               | Interscambi | Interscambi     | Interscambi    |   |           |  |  |  |  |
| ------------------------- | ------------ | ------------------------ | ---------------- | --------------- | ---------------- | ----------------------------------------------------------------------------- | ----------- | --------------- | -------------- | - | --------- |  |  |  |  |
| Stazione                  | Linee S-Bahn | Linea ferroviaria        | Inizio servizio  | Zona tariffaria | Quartiere/comune | Adlershof                                                                     |             | Berlino—Görlitz | 11 giugno 1928 | B | Adlershof |  |  |  |  |
| Ahrensfelde               |              | Berlino—Wriezen          | 30 dicembre 1982 | B               | Marzahn          |                                                                               |             |                 |                |   |           |  |  |  |  |
| Alexanderplatz            |              | Stadtbahn                | 11 giugno 1928   | A               | Mitte            | Tramway de Berlin · Tramway de Berlin · Tramway de Berlin · Tramway de Berlin |             |                 |                |   |           |  |  |  |  |
| Alt-Reinickendorf         |              | Berlino—Kremmen          | 16 marzo 1927    | B               | Reinickendorf    |                                                                               |             |                 |                |   |           |  |  |  |  |
| Altglienicke              |              | Grünau-Berlino aeroporto | 26 febbraio 1962 | B               | Altglienicke     |                                                                               |             |                 |                |   |           |  |  |  |  |
| Anhalt (Anhalter Bahnhof) |              | Nordsüd-S-Bahn           | 9 ottobre 1939   | A               | Kreuzberg        |                                                                               |             |                 |                |   |           |  |  |  |  |
| Attilastraße              |              | Berlino—Dresda           | 15 maggio 1939   | B               | Tempelhof        |                                                                               |             |                 |                |   |           |  |  |  |  |

### B
| Stazione                                 | Linee S-Bahn | Linea ferroviaria                       | Inizio servizio  | Zona tariffaria | Quartiere/comune    |                                       | Interscambi | Interscambi | Interscambi    |   |            |         |  |  |  |
| ---------------------------------------- | ------------ | --------------------------------------- | ---------------- | --------------- | ------------------- | ------------------------------------- | ----------- | ----------- | -------------- | - | ---------- | ------- |  |  |  |
| Stazione                                 | Linee S-Bahn | Linea ferroviaria                       | Inizio servizio  | Zona tariffaria | Quartiere/comune    | Babelsberg                            |             | Wannsee     | 11 giugno 1928 | C | Babelsberg | U94 U98 |  |  |  |
| Baumschulenweg                           |              | Baumschulenweg—Neukölln Berlino—Görlitz | 6 novembre 1928  | B               | Baumschulenweg      |                                       |             |             |                |   |            |         |  |  |  |
| Bellevue                                 |              | Stadtbahn                               | 11 giugno 1928   | A               | Mitte               |                                       |             |             |                |   |            |         |  |  |  |
| Bergfelde                                |              | Außenring                               | 27 maggio 1962   | C               | Hohen Neuendorf     |                                       |             |             |                |   |            |         |  |  |  |
| Berlino Centrale (Berlin Hauptbahnhof)   |              | Stadtbahn                               | 26 maggio 2006   | A               | Mitte               | Tramway de Berlin                     |             |             |                |   |            |         |  |  |  |
| Bernau                                   |              | Berlino—Stettino                        | 8 agosto 1924    | C               | Bernau bei Berlin   |                                       |             |             |                |   |            |         |  |  |  |
| Beusselstraße                            |              | Ringbahn                                | 1º febbraio 1929 | A               | Moabit              |                                       |             |             |                |   |            |         |  |  |  |
| Biesdorf                                 |              | Ferrovia Berlino–Küstrin-Kietz Grenze   | 6 novembre 1928  | B               | Biesdorf            |                                       |             |             |                |   |            |         |  |  |  |
| Birkenstein                              |              | Ferrovia Berlino–Küstrin-Kietz Grenze   | 21 dicembre 1992 | C               | Hoppegarten         |                                       |             |             |                |   |            |         |  |  |  |
| Birkenwerder                             |              | Berlino—Stralsund                       | 5 giugno 1925    | C               | Birkenwerder        |                                       |             |             |                |   |            |         |  |  |  |
| Blankenburg                              |              | Berlino—Stettino                        | 8 agosto 1924    | B               | Blankenbourg        |                                       |             |             |                |   |            |         |  |  |  |
| Blankenfelde (Kr Teltow-Fläming)         |              | Berlino—Dresda                          | 8 ottobre 1950   | C               | Blankenfelde-Mahlow |                                       |             |             |                |   |            |         |  |  |  |
| Borgsdorf                                |              | Berlino—Stralsund                       | 4 ottobre 1925   | C               | Hohen Neuendorf     |                                       |             |             |                |   |            |         |  |  |  |
| Bornholmer Straße                        |              | Berlino—Stralsund Berlino—Stettino      | 1º ottobre 1935  | B               | Prenzlauer Berg     | Tramway de Berlin · Tramway de Berlin |             |             |                |   |            |         |  |  |  |
| Botanischer Garten                       |              | Wannsee                                 | 15 maggio 1933   | B               | Lichterfelde        |                                       |             |             |                |   |            |         |  |  |  |
| Porta di Brandeburgo (Brandenburger Tor) |              | Nordsüd-S-Bahn                          | 27 luglio 1936   | A               | Mitte               |                                       |             |             |                |   |            |         |  |  |  |
| Buch                                     |              | Berlino—Stettino                        | 8 agosto 1924    | B               | Buch                |                                       |             |             |                |   |            |         |  |  |  |
| Buckower Chaussee                        |              | Berlino—Dresda                          | 15 maggio 1946   | B               | Marienfelde         |                                       |             |             |                |   |            |         |  |  |  |
| Bundesplatz                              |              | Ringbahn                                | 6 novembre 1928  | A               | Wilmersdorf         |                                       |             |             |                |   |            |         |  |  |  |

### C
| Stazione | Linee S-Bahn | Linea ferroviaria | Inizio servizio | Zona tariffaria | Quartiere/comune |                | Interscambi | Interscambi                   | Interscambi    |   |                |  |  |  |  |
| -------- | ------------ | ----------------- | --------------- | --------------- | ---------------- | -------------- | ----------- | ----------------------------- | -------------- | - | -------------- |  |  |  |  |
| Stazione | Linee S-Bahn | Linea ferroviaria | Inizio servizio | Zona tariffaria | Quartiere/comune | Charlottenburg |             | Stadtbahn Berlino—Blankenheim | 11 giugno 1928 | A | Charlottenburg |  |  |  |  |

### E
| Stazione                  | Linee S-Bahn | Linea ferroviaria | Inizio servizio | Zona tariffaria | Quartiere/comune |              | Interscambi | Interscambi     | Interscambi   |   |               |  |  |  |  |
| ------------------------- | ------------ | ----------------- | --------------- | --------------- | ---------------- | ------------ | ----------- | --------------- | ------------- | - | ------------- |  |  |  |  |
| Stazione                  | Linee S-Bahn | Linea ferroviaria | Inizio servizio | Zona tariffaria | Quartiere/comune | Eichborndamm |             | Berlino—Kremmen | 16 marzo 1927 | B | Reinickendorf |  |  |  |  |
| Eichwalde                 |              | Berlino—Görlitz   | 30 aprile 1951  | C               | Eichwalde        |              |             |                 |               |   |               |  |  |  |  |
| Erkner                    |              | Berlino—Breslavia | 11 giugno 1928  | C               | Erkner           |              |             |                 |               |   |               |  |  |  |  |
| Stazione Est (Ostbahnhof) |              | Stadtbahn         | 11 giugno 1928  | A               | Friedrichshain   |              |             |                 |               |   |               |  |  |  |  |

### F
| Stazione                                  | Linee S-Bahn | Linea ferroviaria        | Inizio servizio   | Zona tariffaria | Quartiere/comune       |                                                           | Interscambi | Interscambi | Interscambi   |   |          |  |  |  |  |
| ----------------------------------------- | ------------ | ------------------------ | ----------------- | --------------- | ---------------------- | --------------------------------------------------------- | ----------- | ----------- | ------------- | - | -------- |  |  |  |  |
| Stazione                                  | Linee S-Bahn | Linea ferroviaria        | Inizio servizio   | Zona tariffaria | Quartiere/comune       | Feuerbachstraße                                           |             | Wannsee     | 15 marzo 1933 | B | Steglitz |  |  |  |  |
| Frankfurter Allee                         |              | Ringbahn                 | 1º febbraio 1929  | A               | Friedrichshain         | Tramway de Berlin                                         |             |             |               |   |          |  |  |  |  |
| Fredersdorf                               |              | Ostbahn                  | 1º settembre 1948 | C               | Fredersdorf-Vogelsdorf |                                                           |             |             |               |   |          |  |  |  |  |
| Friedenau                                 |              | Wannsee                  | 15 marzo 1933     | B               | Schöneberg             |                                                           |             |             |               |   |          |  |  |  |  |
| Friedenstal                               |              | Berlino—Stettino         | 30 settembre 1997 | C               | Bernau bei Berlin      |                                                           |             |             |               |   |          |  |  |  |  |
| Friedrichsfelde Est (Friedrichsfelde Ost) |              | Ostbahn                  | 6 novembre 1928   | B               | Marzahn                | Tramway de Berlin · Tramway de Berlin · Tramway de Berlin |             |             |               |   |          |  |  |  |  |
| Friedrichshagen                           |              | Berlino-Breslavia        | 11 giugno 1928    | B               | Friedrichshagen        | Tramway de Berlin · Tramway de Berlin                     |             |             |               |   |          |  |  |  |  |
| Friedrichstraße                           |              | Stadtbahn Nordsüd-S-Bahn | giugno 1928       | A               | Mitte                  | Tramway de Berlin · Tramway de Berlin                     |             |             |               |   |          |  |  |  |  |
| Frohnau                                   |              | Berlino—Stralsund        | 5 giugno 1925     | B               | Frohnau                |                                                           |             |             |               |   |          |  |  |  |  |

### G
| Stazione            | Linee S-Bahn | Linea ferroviaria                | Inizio servizio  | Zona tariffaria | Quartiere/comune |                   | Interscambi | Interscambi | Interscambi      |   |                      |  |  |  |  |
| ------------------- | ------------ | -------------------------------- | ---------------- | --------------- | ---------------- | ----------------- | ----------- | ----------- | ---------------- | - | -------------------- |  |  |  |  |
| Stazione            | Linee S-Bahn | Linea ferroviaria                | Inizio servizio  | Zona tariffaria | Quartiere/comune | Gehrenseestraße   |             | Außenring   | 20 dicembre 1984 | B | Neu-Hohenschönhausen |  |  |  |  |
| Gesundbrunnen       |              | Ringbahn Berlino—Stettino        | 8 agosto 1924    | A               | Gesundbrunnen    |                   |             |             |                  |   |                      |  |  |  |  |
| Greifswalder Straße |              | Ringbahn                         | 1º febbraio 1929 | A               | Prenzlauer Berg  | Tramway de Berlin |             |             |                  |   |                      |  |  |  |  |
| Griebnitzsee        |              | Wannsee                          | 6 novembre 1928  | C               | Babelsberg       |                   |             |             |                  |   |                      |  |  |  |  |
| Grünau              |              | Berlino—Görlitz                  | 6 novembre 1928  | B               | Grünau           | Tramway de Berlin |             |             |                  |   |                      |  |  |  |  |
| Grünbergallee       |              | Grünauer Kreuz—Aeroporto Berlino | 27 maggio 1962   | B               | Altglienicke     |                   |             |             |                  |   |                      |  |  |  |  |
| Grunewald           |              | Berlino–Blankenheim              | 6 novembre 1928  | B               | Grunewald        |                   |             |             |                  |   |                      |  |  |  |  |

### H
| Stazione           | Linee S-Bahn | Linea ferroviaria | Inizio servizio  | Zona tariffaria | Quartiere/comune     |                                       | Interscambi | Interscambi | Interscambi    |   |       |                                                                                                   |  |  |  |
| ------------------ | ------------ | ----------------- | ---------------- | --------------- | -------------------- | ------------------------------------- | ----------- | ----------- | -------------- | - | ----- | ------------------------------------------------------------------------------------------------- |  |  |  |
| Stazione           | Linee S-Bahn | Linea ferroviaria | Inizio servizio  | Zona tariffaria | Quartiere/comune     | Hackescher Markt                      |             | Stadtbahn   | 11 giugno 1928 | A | Mitte | Tramway de Berlin · Tramway de Berlin · Tramway de Berlin · Tramway de Berlin · Tramway de Berlin |  |  |  |
| Halensee           |              | Ringbahn          | 6 novembre 1928  | A               | Halensee             |                                       |             |             |                |   |       |                                                                                                   |  |  |  |
| Heerstraße         |              | Spandau           | 23 agosto 1928   | B               | Westend              |                                       |             |             |                |   |       |                                                                                                   |  |  |  |
| Hegermühle         |              | Strausberg        | 5 ottobre 1984   | C               | Strausberg           |                                       |             |             |                |   |       |                                                                                                   |  |  |  |
| Heidelberger Platz |              | Ringbahn          | 6 novembre 1928  | A               | Wilmersdorf          |                                       |             |             |                |   |       |                                                                                                   |  |  |  |
| Heiligensee        |              | Berlino—Kremmen   | 16 marzo 1927    | B               | Heiligensee          |                                       |             |             |                |   |       |                                                                                                   |  |  |  |
| Hennigsdorf        |              | Berlino—Kremmen   | 16 marzo 1927    | C               | Hennigsdorf          |                                       |             |             |                |   |       |                                                                                                   |  |  |  |
| Hermannstraße      |              | Ringbahn          | 6 novembre 1928  | A               | Neukölln             |                                       |             |             |                |   |       |                                                                                                   |  |  |  |
| Hermsdorf          |              | Berlino—Stralsund | 5 giugno 1925    | B               | Hermsdorf            |                                       |             |             |                |   |       |                                                                                                   |  |  |  |
| Hirschgarten       |              | Berlino-Breslavia | 11 giugno 1928   | B               | Friedrichshagen      |                                       |             |             |                |   |       |                                                                                                   |  |  |  |
| Hohen Neuendorf    |              | Berlino—Stralsund | 5 giugno 1925    | C               | Hohen Neuendorf      |                                       |             |             |                |   |       |                                                                                                   |  |  |  |
| Hohenschönhausen   |              | Außenring         | 20 dicembre 1984 | B               | Neu-Hohenschönhausen | Tramway de Berlin · Tramway de Berlin |             |             |                |   |       |                                                                                                   |  |  |  |
| Hohenzollerndamm   |              | Ringbahn          | 6 novembre 1928  | A               | Halensee             |                                       |             |             |                |   |       |                                                                                                   |  |  |  |
| Hoppegarten        |              | Ostbahn           | 7 marzo 1947     | C               | Hoppegarten          |                                       |             |             |                |   |       |                                                                                                   |  |  |  |
| Humboldthain       |              | Berlino—Stettino  | 31 gennaio 1935  | A               | Gesundbrunnen        |                                       |             |             |                |   |       |                                                                                                   |  |  |  |

### I
| Stazione | Linee S-Bahn | Linea ferroviaria | Inizio servizio | Zona tariffaria | Quartiere/comune |                   | Interscambi | Interscambi | Interscambi    |   |           |  |  |  |  |
| -------- | ------------ | ----------------- | --------------- | --------------- | ---------------- | ----------------- | ----------- | ----------- | -------------- | - | --------- |  |  |  |  |
| Stazione | Linee S-Bahn | Linea ferroviaria | Inizio servizio | Zona tariffaria | Quartiere/comune | Innsbrucker Platz |             | Stadtbahn   | 1º luglio 1933 | A | Friedenau |  |  |  |  |

### J
| Stazione            | Linee S-Bahn | Linea ferroviaria | Inizio servizio  | Zona tariffaria | Quartiere/comune    |                 | Interscambi | Interscambi | Interscambi    |   |       |  |  |  |  |
| ------------------- | ------------ | ----------------- | ---------------- | --------------- | ------------------- | --------------- | ----------- | ----------- | -------------- | - | ----- |  |  |  |  |
| Stazione            | Linee S-Bahn | Linea ferroviaria | Inizio servizio  | Zona tariffaria | Quartiere/comune    | Jannowitzbrücke |             | Stadtbahn   | 11 giugno 1928 | A | Mitte |  |  |  |  |
| Johannisthal        |              | Berlino—Görlitz   | 6 novembre 1928  | B               | Johannisthal        |                 |             |             |                |   |       |  |  |  |  |
| Julius-Leber-Brücke |              | Wannsee           | 18 aprile 1929   | A               | Schöneberg          |                 |             |             |                |   |       |  |  |  |  |
| Jungfernheide       |              | Ringbahn          | 1º febbraio 1929 | A               | Charlottenburg-Nord |                 |             |             |                |   |       |  |  |  |  |

### K
| Stazione            | Linee S-Bahn | Linea ferroviaria                     | Inizio servizio | Zona tariffaria | Quartiere/comune    |                                                           | Interscambi | Interscambi     | Interscambi   |   |               |  |  |  |  |
| ------------------- | ------------ | ------------------------------------- | --------------- | --------------- | ------------------- | --------------------------------------------------------- | ----------- | --------------- | ------------- | - | ------------- |  |  |  |  |
| Stazione            | Linee S-Bahn | Linea ferroviaria                     | Inizio servizio | Zona tariffaria | Quartiere/comune    | Karl-Bonhoeffer-Nervenklinik                              |             | Berlino—Kremmen | 16 marzo 1927 | B | Reinickendorf |  |  |  |  |
| Karlshorst          |              | Berlino—Breslavia                     | 11 giugno 1928  | B               | Karlshorst          | Tramway de Berlin · Tramway de Berlin · Tramway de Berlin |             |                 |               |   |               |  |  |  |  |
| Karow               |              | Berlino—Fichtengrund Berlino—Stettino | 8 agosto 1924   | B               | Karow               |                                                           |             |                 |               |   |               |  |  |  |  |
| Kaulsdorf           |              | Ostbahn                               | 6 novembre 1928 | B               | Kaulsdorf           |                                                           |             |                 |               |   |               |  |  |  |  |
| Köllnische Heide    |              | Baumschulenweg—Neukölln               | 6 novembre 1928 | B               | Neukölln            |                                                           |             |                 |               |   |               |  |  |  |  |
| Königs Wusterhausen |              | Berlino—Görlitz                       | 30 aprile 1951  | C               | Königs Wusterhausen |                                                           |             |                 |               |   |               |  |  |  |  |
| Köpenick            |              | Berlino—Breslavia                     | 11 giugno 1928  | B               | Köpenick            | Tramway de Berlin · Tramway de Berlin · Tramway de Berlin |             |                 |               |   |               |  |  |  |  |

### L
| Stazione                               | Linee S-Bahn | Linea ferroviaria                           | Inizio servizio | Zona tariffaria | Quartiere/comune |                                                           | Interscambi | Interscambi | Interscambi      |   |                 |                                                           |  |  |  |
| -------------------------------------- | ------------ | ------------------------------------------- | --------------- | --------------- | ---------------- | --------------------------------------------------------- | ----------- | ----------- | ---------------- | - | --------------- | --------------------------------------------------------- |  |  |  |
| Stazione                               | Linee S-Bahn | Linea ferroviaria                           | Inizio servizio | Zona tariffaria | Quartiere/comune | Landsberger Allee                                         |             | Ringbahn    | 1º febbraio 1929 | A | Prenzlauer Berg | Tramway de Berlin · Tramway de Berlin · Tramway de Berlin |  |  |  |
| Lankwitz                               |              | Berlino—Halle                               | 2 luglio 1929   | B               | Lankwitz         |                                                           |             |             |                  |   |                 |                                                           |  |  |  |
| Lehnitz                                |              | Berlino—Stralsund                           | 4 ottobre 1925  | C               | Oranienburg      |                                                           |             |             |                  |   |                 |                                                           |  |  |  |
| Lichtenberg                            |              | Ostbahn                                     | 6 novembre 1928 | B               | Lichtenberg      | Tramway de Berlin · Tramway de Berlin                     |             |             |                  |   |                 |                                                           |  |  |  |
| Lichtenrade                            |              | Berlino—Dresda                              | 15 maggio 1939  | B               | Lichtenrade      |                                                           |             |             |                  |   |                 |                                                           |  |  |  |
| Lichterfelde Est (Lichterfelde Ost)    |              | Berlino—Halle                               | 2 luglio 1929   | B               | Lichterfelde     |                                                           |             |             |                  |   |                 |                                                           |  |  |  |
| Lichterfelde Ovest (Lichterfelde West) |              | Wannsee                                     | 15 maggio 1933  | B               | Lichterfelde     |                                                           |             |             |                  |   |                 |                                                           |  |  |  |
| Lichterfelde Sud (Lichterfelde Süd)    |              | Berlino—Halle Lichterfelde-Sud—Teltow-Stadt | 9 agosto 1943   | B               | Lichterfelde     | Tramway de Berlin · Tramway de Berlin · Tramway de Berlin |             |             |                  |   |                 |                                                           |  |  |  |

### M
| Stazione              | Linee S-Bahn | Linea ferroviaria  | Inizio servizio  | Zona tariffaria | Quartiere/comune  |                                       | Interscambi | Interscambi    | Interscambi    |   |                     |  |  |  |  |
| --------------------- | ------------ | ------------------ | ---------------- | --------------- | ----------------- | ------------------------------------- | ----------- | -------------- | -------------- | - | ------------------- |  |  |  |  |
| Stazione              | Linee S-Bahn | Linea ferroviaria  | Inizio servizio  | Zona tariffaria | Quartiere/comune  | Mahlow                                |             | Berlino—Dresda | 15 maggio 1939 | C | Blankenfelde-Mahlow |  |  |  |  |
| Mahlsdorf             |              | Ostbahn            | 15 dicembre 1930 | B               | Mahlsdorf         | Tramway de Berlin                     |             |                |                |   |                     |  |  |  |  |
| Marienfelde           |              | Berlino—Dresda     | 15 maggio 1939   | B               | Marienfelde       |                                       |             |                |                |   |                     |  |  |  |  |
| Marzahn               |              | Berlino—Wriezen    | 30 dicembre 1976 | B               | Marzahn           | Tramway de Berlin · Tramway de Berlin |             |                |                |   |                     |  |  |  |  |
| Mehrower Allee        |              | Berlino—Wriezen    | 15 dicembre 1980 | B               | Marzahn           |                                       |             |                |                |   |                     |  |  |  |  |
| Messe Nord/ICC        |              | Ringbahn           | 1º febbraio 1929 | A               | Charlottenburg    |                                       |             |                |                |   |                     |  |  |  |  |
| Messe Süd             |              | Spandau            | 23 agosto 1928   | B               | Westend           |                                       |             |                |                |   |                     |  |  |  |  |
| Mexikoplatz           |              | Wannsee            | 15 maggio 1933   | B               | Zehlendorf        |                                       |             |                |                |   |                     |  |  |  |  |
| Mühlenbeck-Mönchmühle |              | Berliner Außenring | 2 luglio 1984    | C               | Mühlenbecker Land |                                       |             |                |                |   |                     |  |  |  |  |

### N
| Stazione                    | Linee S-Bahn | Linea ferroviaria                | Inizio servizio | Zona tariffaria | Quartiere/comune |                                       | Interscambi | Interscambi | Interscambi    |   |                       |  |  |  |  |
| --------------------------- | ------------ | -------------------------------- | --------------- | --------------- | ---------------- | ------------------------------------- | ----------- | ----------- | -------------- | - | --------------------- |  |  |  |  |
| Stazione                    | Linee S-Bahn | Linea ferroviaria                | Inizio servizio | Zona tariffaria | Quartiere/comune | Neuenhagen bei Berlin                 |             | Ostbahn     | 1º luglio 1948 | C | Neuenhagen bei Berlin |  |  |  |  |
| Neukölln                    |              | Ringbahn Baumschulenweg—Neukölln | 6 novembre 1928 | A               | Neukölln         |                                       |             |             |                |   |                       |  |  |  |  |
| Nikolassee                  |              | Wannsee                          | 6 agosto 1928   | B               | Nikolassee       |                                       |             |             |                |   |                       |  |  |  |  |
| Nöldnerplatz                |              | Ostbahn                          | 6 agosto 1928   | B               | Rummelsburg      |                                       |             |             |                |   |                       |  |  |  |  |
| Stazione Nord (Nordbahnhof) |              | Nordsüd-S-Bahn Berlino—Stettino  | 27 luglio 1936  | A               | Mitte            | Tramway de Berlin · Tramway de Berlin |             |             |                |   |                       |  |  |  |  |

### O
| Stazione             | Linee S-Bahn | Linea ferroviaria                  | Inizio servizio   | Zona tariffaria | Quartiere/comune |                                                           | Interscambi | Interscambi               | Interscambi      |   |                   |  |  |  |  |
| -------------------- | ------------ | ---------------------------------- | ----------------- | --------------- | ---------------- | --------------------------------------------------------- | ----------- | ------------------------- | ---------------- | - | ----------------- |  |  |  |  |
| Stazione             | Linee S-Bahn | Linea ferroviaria                  | Inizio servizio   | Zona tariffaria | Quartiere/comune | Oberspree                                                 |             | Schöneweide—Spindlersfeld | 1º febbraio 1929 | B | Niederschöneweide |  |  |  |  |
| Olympiastadion       |              | Westkreuz—Spandau                  | 23 agosto 1928    | B               | Westend          |                                                           |             |                           |                  |   |                   |  |  |  |  |
| Oranienburg          |              | Berlino—Stralsund                  | 4 ottobre 1925    | C               | Oranienburg      |                                                           |             |                           |                  |   |                   |  |  |  |  |
| Oranienburger Straße |              | Nordsüd-S-Bahn                     | 27 luglio 1936    | A               | Mitte            | Tramway de Berlin · Tramway de Berlin · Tramway de Berlin |             |                           |                  |   |                   |  |  |  |  |
| Osdorfer Straße      |              | Berlino—Halle                      | 25 settembre 1998 | B               | Lichterfelde     |                                                           |             |                           |                  |   |                   |  |  |  |  |
| Ostkreuz             |              | Ringbahn Ostbahn Berlino–Breslavia | 11 giugno 1928    | A               | Friedrichshain   |                                                           |             |                           |                  |   |                   |  |  |  |  |

### P
| Stazione                                | Linee S-Bahn | Linea ferroviaria            | Inizio servizio   | Zona tariffaria | Quartiere/comune       |                         | Interscambi | Interscambi      | Interscambi   |   |        |                                       |  |  |  |
| --------------------------------------- | ------------ | ---------------------------- | ----------------- | --------------- | ---------------------- | ----------------------- | ----------- | ---------------- | ------------- | - | ------ | ------------------------------------- |  |  |  |
| Stazione                                | Linee S-Bahn | Linea ferroviaria            | Inizio servizio   | Zona tariffaria | Quartiere/comune       | Pankow                  |             | Berlino—Stettino | 8 agosto 1924 | B | Pankow | Tramway de Berlin · Tramway de Berlin |  |  |  |
| Pankow-Heinersdorf                      |              | Berlino—Stettino             | 8 agosto 1924     | B               | Pankow                 | Tramway de Berlin       |             |                  |               |   |        |                                       |  |  |  |
| Petershagen Nord                        |              | Ostbahn                      | 31 ottobre 1948   | C               | Petershagen/Eggersdorf |                         |             |                  |               |   |        |                                       |  |  |  |
| Pichelsberg                             |              | Westkreuz—Spandau            | 23 agosto 1928    | B               | Westend                |                         |             |                  |               |   |        |                                       |  |  |  |
| Plänterwald                             |              | Berlino—Görlitz              | 3 giugno 1956     | B               | Plänterwald            |                         |             |                  |               |   |        |                                       |  |  |  |
| Poelchaustraße                          |              | Berlino—Wriezen              | 28 settembre 1979 | B               | Marzahn                |                         |             |                  |               |   |        |                                       |  |  |  |
| Potsdam Centrale (Potsdam Hauptbahnhof) |              | Wannsee                      | 6 novembre 1928   | C               | Potsdam                | U91 U92 U93 U96 U98 U99 |             |                  |               |   |        |                                       |  |  |  |
| Potsdamer Platz                         |              | Nordsüd-S-Bahn               | 15 aprile 1939    | A               | Mitte                  |                         |             |                  |               |   |        |                                       |  |  |  |
| Prenzlauer Allee                        |              | Ringbahn                     | 1º febbraio 1929  | A               | Prenzlauer Berg        | Tramway de Berlin       |             |                  |               |   |        |                                       |  |  |  |
| Priesterweg                             |              | Berlino—Halle Berlino—Dresda | 7 ottobre 1928    | B               | Schöneberg             |                         |             |                  |               |   |        |                                       |  |  |  |

### R
| Stazione                                           | Linee S-Bahn | Linea ferroviaria | Inizio servizio  | Zona tariffaria | Quartiere/comune |                   | Interscambi | Interscambi       | Interscambi    |   |           |     |  |  |  |
| -------------------------------------------------- | ------------ | ----------------- | ---------------- | --------------- | ---------------- | ----------------- | ----------- | ----------------- | -------------- | - | --------- | --- |  |  |  |
| Stazione                                           | Linee S-Bahn | Linea ferroviaria | Inizio servizio  | Zona tariffaria | Quartiere/comune | Rahnsdorf         |             | Berlino—Breslavia | 11 giugno 1928 | B | Rahnsdorf | U87 |  |  |  |
| Raoul-Wallenberg-Straße                            |              | Berlino—Wriezen   | 15 dicembre 1980 | B               | Marzahn          |                   |             |                   |                |   |           |     |  |  |  |
| Rathaus Steglitz                                   |              | Wannsee           | 15 maggio 1933   | B               | Steglitz         |                   |             |                   |                |   |           |     |  |  |  |
| Röntgental                                         |              | Berlino—Stettino  | 8 agosto 1924    | C               | Panketal         |                   |             |                   |                |   |           |     |  |  |  |
| Rummelsburg                                        |              | Berlino-Breslavia | 11 giugno 1928   | B               | Rummelsburg      | Tramway de Berlin |             |                   |                |   |           |     |  |  |  |
| Rummelsburg Servizio (Betriebsbahnhof Rummelsburg) |              | Berlino—Breslavia | 11 giugno 1928   | B               | Rummelsburg      |                   |             |                   |                |   |           |     |  |  |  |

### S
| Stazione                                    | Linee S-Bahn | Linea ferroviaria                            | Inizio servizio  | Zona tariffaria | Quartiere/comune  |                                                                                                   | Interscambi | Interscambi | Interscambi    |   |                |  |  |  |  |
| ------------------------------------------- | ------------ | -------------------------------------------- | ---------------- | --------------- | ----------------- | ------------------------------------------------------------------------------------------------- | ----------- | ----------- | -------------- | - | -------------- |  |  |  |  |
| Stazione                                    | Linee S-Bahn | Linea ferroviaria                            | Inizio servizio  | Zona tariffaria | Quartiere/comune  | Savignyplatz                                                                                      |             | Stadtbahn   | 11 giugno 1928 | A | Charlottenburg |  |  |  |  |
| Schichauweg                                 |              | Berlino—Dresda                               | 1º dicembre 1990 | B               | Lichtenrade       |                                                                                                   |             |             |                |   |                |  |  |  |  |
| Schlachtensee                               |              | Wannsee                                      | 15 maggio 1933   | B               | Nikolassee        |                                                                                                   |             |             |                |   |                |  |  |  |  |
| Schöneberg                                  |              | Ringbahn Wannsee                             | 1º marzo 1933    | A               | Schöneberg        |                                                                                                   |             |             |                |   |                |  |  |  |  |
| Schönefeld Aeroporto (Flughafen Schönefeld) |              | Ferrovia Grünauer Kreuz–Berlin Flughafen BER | 26 febbraio 1962 | C               | Schönefeld        |                                                                                                   |             |             |                |   |                |  |  |  |  |
| Schöneweide                                 |              | Berlino—Görlitz                              | 6 novembre 1928  | B               | Niederschöneweide | Tramway de Berlin · Tramway de Berlin · Tramway de Berlin · Tramway de Berlin · Tramway de Berlin |             |             |                |   |                |  |  |  |  |
| Schönfließ                                  |              | Außenring                                    | 19 novembre 1961 | C               | Mühlenbecker Land |                                                                                                   |             |             |                |   |                |  |  |  |  |
| Schönhauser Allee                           |              | Ringbahn                                     | 1º febbraio 1929 | A               | Prenzlauer Berg   | Tramway de Berlin                                                                                 |             |             |                |   |                |  |  |  |  |
| Schönholz                                   |              | Schönholz—Kremmen Berlino—Stralsund          | 5 giugno 1925    | B               | Reinickendorf     |                                                                                                   |             |             |                |   |                |  |  |  |  |
| Schulzendorf                                |              | Schönholz—Kremmen                            | 16 marzo 1927    | B               | Heiligensee       |                                                                                                   |             |             |                |   |                |  |  |  |  |
| Sonnenallee                                 |              | Ringbahn                                     | 6 novembre 1928  | A               | Neukölln          |                                                                                                   |             |             |                |   |                |  |  |  |  |
| Spandau                                     |              | Westkreuz—Spandau                            | 23 agosto 1928   | B               | Spandau           |                                                                                                   |             |             |                |   |                |  |  |  |  |
| Spindlersfeld                               |              | Schöneweide—Spindlersfeld                    | 1º febbraio 1929 | B               | Köpenick          | Tramway de Berlin · Tramway de Berlin                                                             |             |             |                |   |                |  |  |  |  |
| Springpfuhl                                 |              | Außenring Berlino—Wriezen                    | 30 dicembre 1976 | B               | Marzahn           | Tramway de Berlin · Tramway de Berlin                                                             |             |             |                |   |                |  |  |  |  |
| Strausberg                                  |              | Strausberg—Strausberg-Nord Ostbahn           | 31 ottobre 1948  | C               | Strausberg        | 89                                                                                                |             |             |                |   |                |  |  |  |  |
| Strausberg Nord (Strausberg Nord)           |              | Strausberg—Strausberg-Nord                   | 3 giugno 1956    | C               | Strausberg        |                                                                                                   |             |             |                |   |                |  |  |  |  |
| Strausberg Stadt (Strausberg Stadt)         |              | Strausberg—Strausberg-Nord                   | 3 giugno 1956    | C               | Strausberg        |                                                                                                   |             |             |                |   |                |  |  |  |  |
| Storkower Straße                            |              | Ringbahn                                     | 1º febbraio 1929 | A               | Prenzlauer Berg   |                                                                                                   |             |             |                |   |                |  |  |  |  |
| Stresow                                     |              | Westkreuz—Spandau                            | 23 agosto 1928   | B               | Spandau           |                                                                                                   |             |             |                |   |                |  |  |  |  |
| Südende                                     |              | Berlino—Halle                                | 2 luglio 1929    | B               | Steglitz          |                                                                                                   |             |             |                |   |                |  |  |  |  |
| Südkreuz                                    |              | Berlino—Halle Berlino—Dresda Ringbahn        | 7 luglio 2004    | A               | Schöneberg        |                                                                                                   |             |             |                |   |                |  |  |  |  |
| Sundgauer Straße                            |              | Wannsee                                      | 1º luglio 1934   | B               | Zehlendorf        |                                                                                                   |             |             |                |   |                |  |  |  |  |

### T
| Stazione       | Linee S-Bahn | Linea ferroviaria             | Inizio servizio  | Zona tariffaria | Quartiere/comune |       | Interscambi | Interscambi     | Interscambi   |   |       |  |  |  |  |
| -------------- | ------------ | ----------------------------- | ---------------- | --------------- | ---------------- | ----- | ----------- | --------------- | ------------- | - | ----- |  |  |  |  |
| Stazione       | Linee S-Bahn | Linea ferroviaria             | Inizio servizio  | Zona tariffaria | Quartiere/comune | Tegel |             | Berlino—Kremmen | 16 marzo 1927 | B | Tegel |  |  |  |  |
| Teltow Stadt   |              | Lichterfelde-Sud—Teltow-Stadt | 25 febbraio 2005 | C               | Teltow           |       |             |                 |               |   |       |  |  |  |  |
| Tempelhof      |              | Ringbahn                      | 6 novembre 1928  | A               | Tempelhof        |       |             |                 |               |   |       |  |  |  |  |
| Tiergarten     |              | Stadtbahn                     | 11 giugno 1928   | A               | Hansaviertel     |       |             |                 |               |   |       |  |  |  |  |
| Treptower Park |              | Ringbahn                      | 6 novembre 1928  | A               | Alt-Treptow      |       |             |                 |               |   |       |  |  |  |  |

### W
| Stazione                    | Linee S-Bahn | Linea ferroviaria                              | Inizio servizio  | Zona tariffaria | Quartiere/comune     |                                       | Interscambi | Interscambi       | Interscambi   |   |               |  |  |  |  |
| --------------------------- | ------------ | ---------------------------------------------- | ---------------- | --------------- | -------------------- | ------------------------------------- | ----------- | ----------------- | ------------- | - | ------------- |  |  |  |  |
| Stazione                    | Linee S-Bahn | Linea ferroviaria                              | Inizio servizio  | Zona tariffaria | Quartiere/comune     | Waidmannslust                         |             | Berlino—Stralsund | 5 giugno 1925 | B | Waidmannslust |  |  |  |  |
| Wannsee                     |              | Wannsee Berlino—Blankenheim                    | 6 novembre 1928  | B               | Wannsee              |                                       |             |                   |               |   |               |  |  |  |  |
| Warschauer Straße           |              | Ostbahn Berlino–Breslavia                      | 11 giugno 1928   | A               | Friedrichshain       | Tramway de Berlin · Tramway de Berlin |             |                   |               |   |               |  |  |  |  |
| Wartenberg                  |              | Außenring                                      | 20 dicembre 1995 | B               | Neu-Hohenschönhausen |                                       |             |                   |               |   |               |  |  |  |  |
| Wedding                     |              | Ringbahn                                       | 1º febbraio 1929 | A               | Wedding              |                                       |             |                   |               |   |               |  |  |  |  |
| Westend                     |              | Ringbahn                                       | 1º febbraio 1929 | A               | Charlottenburg       |                                       |             |                   |               |   |               |  |  |  |  |
| Westhafen                   |              | Ringbahn                                       | 1º febbraio 1929 | A               | Moabit               |                                       |             |                   |               |   |               |  |  |  |  |
| Westkreuz                   |              | Ringbahn Westkreuz—Spandau Berlino—Blankenheim | 10 dicembre 1928 | A               | Charlottenburg       |                                       |             |                   |               |   |               |  |  |  |  |
| Wildau                      |              | Berlino—Görlitz                                | 30 aprile 1951   | C               | Wildau               |                                       |             |                   |               |   |               |  |  |  |  |
| Wilhelmshagen               |              | Berlino–Breslavia                              | 11 giugno 1928   | B               | Rahnsdorf            |                                       |             |                   |               |   |               |  |  |  |  |
| Wilhelmsruh                 |              | Berlino—Stralsund                              | 5 giugno 1925    | B               | Reinickendorf        |                                       |             |                   |               |   |               |  |  |  |  |
| Wittenau Wilhelmsruher Damm |              | Berlino—Stralsund                              | 5 giugno 1925    | B               | Wittenau             |                                       |             |                   |               |   |               |  |  |  |  |
| Wollankstraße               |              | Berlino—Stralsund                              | 5 giugno 1925    | B               | Pankow               |                                       |             |                   |               |   |               |  |  |  |  |
| Wuhletal                    |              | Ostbahn                                        | 1º luglio 1989   | B               | Biesdorf             |                                       |             |                   |               |   |               |  |  |  |  |
| Wuhlheide                   |              | Berlino–Breslavia                              | 11 giugno 1928   | B               | Köpenick             |                                       |             |                   |               |   |               |  |  |  |  |

### Y
| Stazione                       | Linee S-Bahn | Linea ferroviaria | Inizio servizio | Zona tariffaria | Quartiere/comune |             | Interscambi | Interscambi       | Interscambi    |   |            |  |  |  |  |
| ------------------------------ | ------------ | ----------------- | --------------- | --------------- | ---------------- | ----------- | ----------- | ----------------- | -------------- | - | ---------- |  |  |  |  |
| Stazione                       | Linee S-Bahn | Linea ferroviaria | Inizio servizio | Zona tariffaria | Quartiere/comune | Yorckstraße |             | Berlino—Breslavia | 15 maggio 1939 | A | Schöneberg |  |  |  |  |
| Yorckstraße Großgörschenstraße |              | Wannsee           | 9 ottobre 1939  | A               | Schöneberg       |             |             |                   |                |   |            |  |  |  |  |

### Z
| Stazione            | Linee S-Bahn | Linea ferroviaria | Inizio servizio | Zona tariffaria | Quartiere/comune |            | Interscambi | Interscambi                | Interscambi    |   |            |  |  |  |  |
| ------------------- | ------------ | ----------------- | --------------- | --------------- | ---------------- | ---------- | ----------- | -------------------------- | -------------- | - | ---------- |  |  |  |  |
| Stazione            | Linee S-Bahn | Linea ferroviaria | Inizio servizio | Zona tariffaria | Quartiere/comune | Zehlendorf |             | Berlino—Magdeburgo Wannsee | 15 maggio 1933 | B | Zahlendorf |  |  |  |  |
| Zepernick           |              | Berlino—Stettino  | 8 giugno 1924   | C               | Panketal         |            |             |                            |                |   |            |  |  |  |  |
| Zeuthen             |              | Berlino–Görlitz   | 30 aprile 1951  | C               | Zeuthen          |            |             |                            |                |   |            |  |  |  |  |
| Zoologischer Garten |              | Stadtbahn         | 11 giugno 1928  | A               | Charlottenburg   |            |             |                            |                |   |            |  |  |  |  |